# Peak (videojuego)
Peak (estilizado como PEAK) es un videojuego de escalada cooperativo desarrollado y publicado por Aggro Crab y Landfall Games a través del servicio de distribución de videojuegos Steam.

## Historia
El juego se creó inicialmente para una game jam en febrero de 2025. Después, se amplió y se lanzó como juego completo el 16 de junio de 2025. El videojuego se volvió popular rápidamente en la plataforma de transmisión en vivo Twitch, y su nivel de éxito ha sido comparado con el de juegos como Lethal Company y Phasmophobia. La cuenta de redes sociales de Aggro Crab publicó sobre el éxito del juego, mostrando frustración de manera sarcástica porque el juego funcionó mejor que su título anterior, Another Crab's Treasure.

## Jugabilidad
Sin el uso de mods, el juego admite hasta cuatro jugadores, con el objetivo de escalar una montaña después de un aterrizaje de emergencia en una isla desconocida. El mapa se actualiza cada 24 horas y no se repite. Los jugadores pueden revivir a sus compañeros de equipo una vez por nivel utilizando los altares que se encuentran en los campamentos, áreas de descanso entre cada nivel. Cada jugador puede llevar hasta tres objetos y puede usar una mochila para llevar hasta cuatro más. Al completar la dificultad predeterminada, los jugadores reciben una banda cosmética en el juego y desbloquean niveles de dificultad superiores.

## Recepción
En las primeras 24 horas de su lanzamiento, el juego vendió más de 100 000 copias. Alcanzó más de un millón de copias vendidas en la primera semana, superando en ventas a Another Crab's Treasure.